# Kaname Harada
Kaname Harada (原田要, Harada Kaname, 11 août 1916 ;– 3 mai 2016) est un as de l'aviation japonais de la Seconde Guerre mondiale.

## Biographie

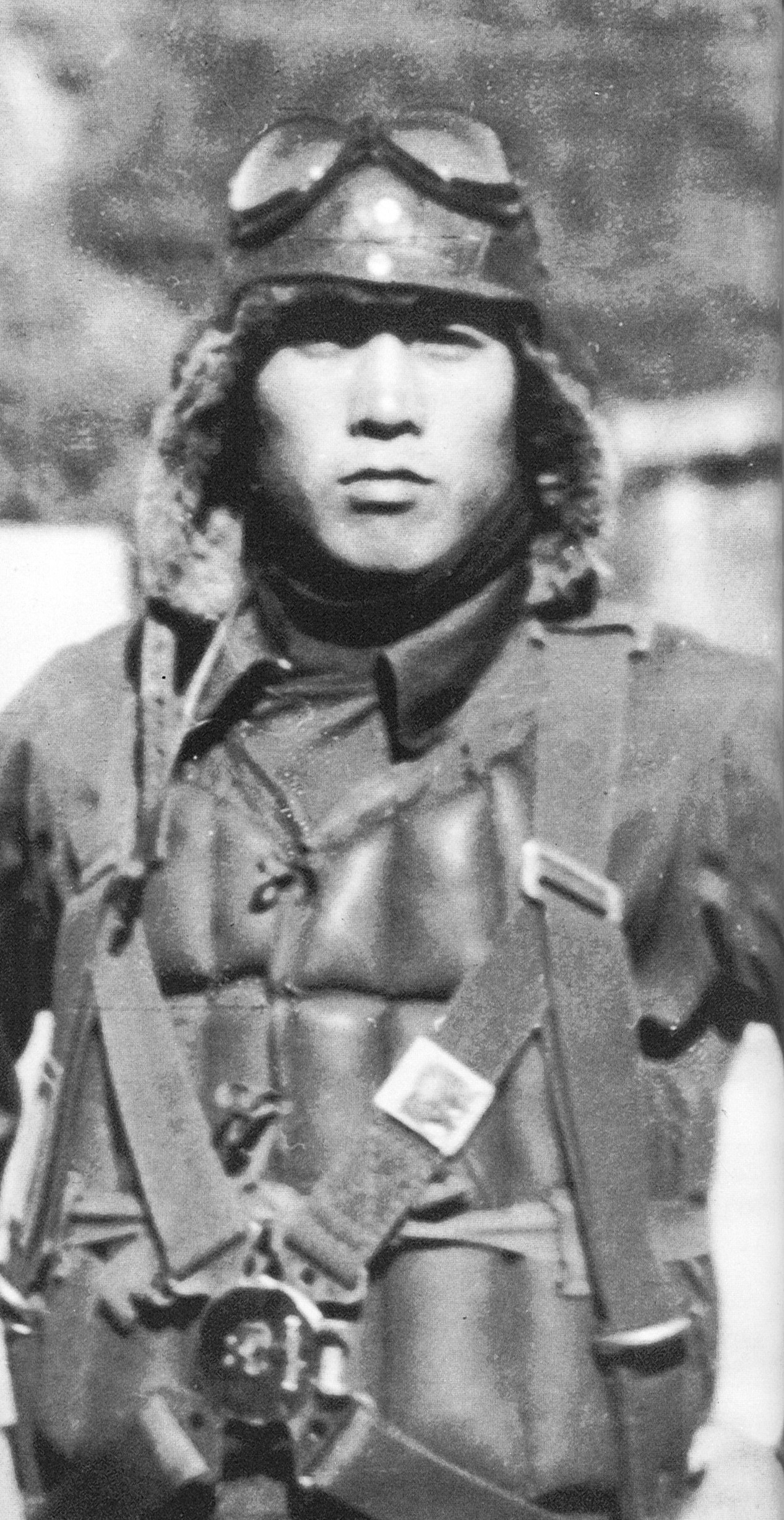
Kaname Harada en 1941.

Kaname Harada est né dans la préfecture de Nagano. Il a été crédité de 19 victoires homologuées sur des avions alliés pendant la Seconde Guerre mondiale au sein du Service aérien de la Marine impériale japonaise, il termine la guerre avec le grade d'Enseigne de vaisseau de 2e classe tout bas dans l'échelle des officiers car la Marine Impériale estime que les pilotes sont de simples techniciens sans responsabilité. Après la guerre, il a travaillé comme agriculteur, avant de fonder une école maternelle. Il était un activiste anti-guerre depuis 1991.
Harada est mort à Nagano, préfecture de Nagano le 3 mai 2016,.
Harada est notamment connu pour être le dernier pilote à avoir participé à la bataille de Pearl Harbor.